# Smelowskia jacutica
Smelowskia jacutica là một loài thực vật có hoa trong họ Cải. Loài này được (Botsch. & Karav.) Al-Shehbaz & Warwick mô tả khoa học đầu tiên năm 2006.